# 前进道街道
前进道街道，是中华人民共和国内蒙古自治区包头市昆都仑区下辖的一个乡镇级行政单位。

## 行政区划
前进道街道下辖以下地区：
青年十一号街坊社区、青年十六号街坊社区、青年十八号街坊社区、青年二十号街坊社区、青年二十二号街坊社区、钢三十一号街坊颐园小区社区、钢三十三号街坊社区、钢三十七号街坊社区、青年十三号街坊社区、钢二十四号街坊社区、钢二十八号街坊盛星小区社区、钢三十二号街坊社区和惠民小区社区。